# X&Y
X&Y es el tercer álbum de estudio de la banda inglesa Coldplay, lanzado el 6 de junio de 2005 en el Reino Unido a través de la discográfica Parlophone. El álbum presenta influencias de la música electrónica y fue producido por la banda y Danton Supple, si bien se suponía que el productor británico Ken Nelson se encargaría de este trabajo. Gran parte de las canciones que los miembros de la banda compusieron en el estudio tuvo que ser descartada debido a su insatisfacción. Su carátula es una combinación de colores y cuadrados, que es a su vez una representación del código Baudot.
En marzo de 2004, Coldplay habló de los detalles del proceso de creación de X&Y. Sus planes iniciales habían sido alejarse del centro de atención a lo largo de ese año. El vocalista Chris Martin afirmó: «Sentimos que debemos estar afuera por un tiempo y que no lanzaremos nada este año, porque creo que la gente comienza a hartarse de nosotros». Sin embargo, esta idea no se debía
a la presión a la que su álbum anterior, A Rush of Blood to the Head los conducía, pero trataban de crear «lo mejor que nadie haya escuchado jamás».
El álbum es considerado un hito en la historia de la banda, llegando a ocupar altos puestos en varias listas en forma global y ocupando el primer puesto en el Reino Unido y Estados Unidos. Con un total de ventas de más de 19 millones de unidades vendidas, X&Y fue el álbum más vendido de 2005 a nivel mundial con 8.3 millones de copias vendidas solo en su año de salida. En líneas generales, recibió críticas positivas, aunque algunos sintieron que no alcanzó las expectativas de su predecesor de 2002. Los sencillos extraídos del álbum incluyen «Speed of Sound», «Fix You», «Talk» y «The Hardest Part».

## Grabación

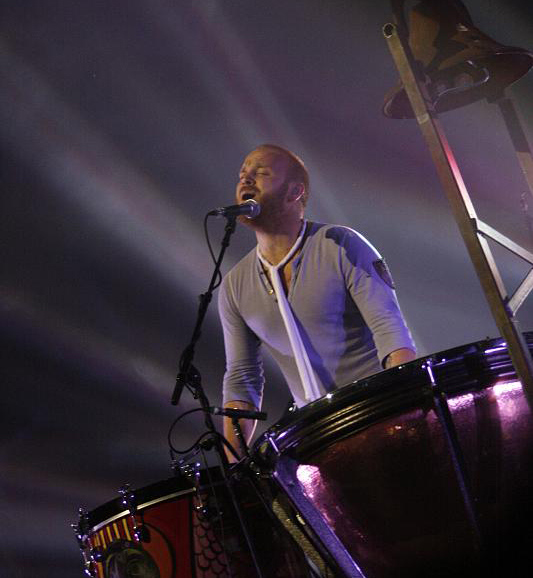
El baterista Will Champion comentó que la banda no estaba apurada para grabar X&Y.

En el otoño de 2003, el guitarrista Jon Buckland y el productor Ken Nelson empezaron a grabar demos como «Square One» en Chicago, Illinois. Más tarde, en enero de 2004, la banda comenzó a grabar en Londres.
La banda pasó 18 meses trabajando en él. El álbum que se lanzó es la tercera versión del mismo, creado en las últimas sesiones de grabación. Algunos lo consideran su quinto disco debido a esto. La banda no estaba satisfecha con los resultados de las primeras grabaciones con Nelson, quien produjo sus dos álbumes anteriores. La fecha de lanzamiento acordada era en 2004, pero luego se retrasó a enero de 2005. A medida que el tiempo iba pasando, la banda descartó más canciones, que consideraban «planas» y «sin pasión». Se compusieron en total 60 canciones en esas sesiones, de las cuales se descartaron 52. La banda empezó a ensayar las canciones para una de sus giras, pero sintieron que las canciones sonaban mejor en directo que grabadas: «Tomamos conciencia que no teníamos las canciones adecuadas y algunas comenzaban a sonar mejor porque las estábamos practicando [más] que en el estudio, entonces decidimos ir y grabarlas de nuevo». Buckland ha dicho que se empujaban «para ir hacia adelante en cualquier dirección», pero creían que las canciones sonaban como si estuvieran yendo hacia atrás en comparación a sus primeros trabajos.
En su búsqueda de perfección, Coldplay tuvo que «superar [algunos obstáculos] y trabajar duro para hacer las cosas bien». Eligieron a Danton Supple, quien había mezclado gran parte de A Rush of Blood to the Head, para que supervisara la producción de X&Y. Cuando llegó enero, la banda tuvo que finalizar el álbum: eran conscientes de la presión que ejercían sobre ellos «las expectativas de que la grabación durara más [de lo previsto]» y finalizarlo se les hacía «cada vez más duro». Finalmente, la banda quedó conforme con «Square One», a la que Martin describió como «una llamada a [tomar las] armas» y una «arenga» para que cada uno de ellos «no se dejara intimidar por nadie o nada». Una vez terminada, la banda sintió que podía crear sus propias canciones sin cumplir las demandas de nadie. Durante ese mes y en las últimas semanas de la producción, se tuvieron que añadir los toques finales a cada pista.
El baterista Will Champion admitió más tarde que la banda no había estado en apuros para terminar el álbum «porque la perspectiva de volver a irnos de gira era tan sobrecogedora que sentimos que debíamos tomarnos nuestro tiempo y nos queríamos asegurar que estuviera lo mejor posible». Según él, no tenían plazo que cumplir, lo que no los hizo sentir presionados. Cuando les fue impuesta una fecha tope, su trabajo se volvió más productivo, llegando a componer «cerca de 14 ó 15 canciones más». Martin añadió que la razón por la cual terminaron el álbum tarde fue que ellos «[...] siguieron [añadiendo] toques finales a las grabaciones hasta que se hizo tarde [...] No escuchaban el material que grababan porque [de lo contrario] encontrarían algo para cambiar y volver atrás».

## Descripción

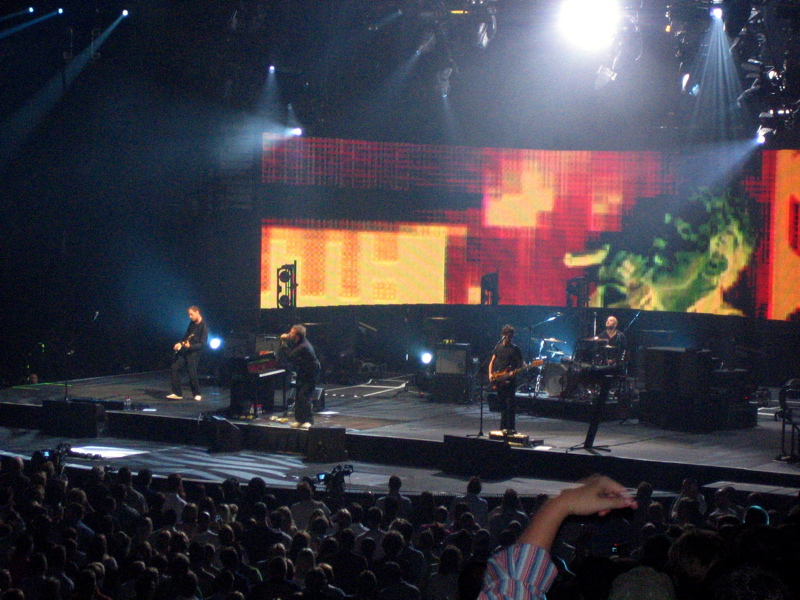
Coldplay durante un concierto en 2005.

Coldplay ha tenido varias influencias en este álbum, entre las que se destaca la de la banda alemana de música electrónica Kraftwerk en la canción «Talk», cuyo ostinato proviene de la canción de 1981 «Computer Love». Coldplay recibió permiso de Kraftwerk para utilizarlo, reemplazando el sintetizador por guitarra eléctrica. Además presenta influencias de los ingleses David Bowie y Brian Eno; este último tocó el sintetizador en la canción «Low». El primer sencillo, «Speed of Sound» está inspirado en la canción de Kate Bush «Running Up That Hill». Según Jon Pareles de The New York Times, la banda intentó «llenar el álbum de la belleza de ‹Clocks›, trasladando algunas de sus características a canciones como ‹Speed of Sound›».
«Fix You» presenta un acompañamiento de órgano y piano. La balada comienza con un tímido acompañamiento de este último instrumento e incluye el falsete de Martin. Luego, añaden la guitarra acústica y el piano. La canción luego varía, siendo sostenida por una línea melódica de tres acordes interpretada por el primer instrumento y acelerando su pulso. Su instrumentación es variada e incluye órgano, piano, guitarras eléctrica y acústica, batería y un estribillo cantado por todos los miembros de la banda. «The Hardest Part» presenta un ritmo más veloz, empezando con un repetitivo ostinato de piano con dos acordes y además presenta un acompañamiento de guitarra y batería. Termina repitiendo ese ostinato hasta que el sonido se desvanece.
«Talk» está construida sobre un simple ostinato de guitarra interpretado por Jon Buckland. La canción posee un ritmo hipnótico, con Champion añadiendo un acompañamiento casi metronómico con la batería. Además, añade notas repiqueteantes y riffs más abrasivos hacia el final de la canción. «Speed of Sound» es una canción musicalmente similar, también basada en un acompañamiento de piano constante e incluye además un ritmo muy marcado por la batería y un estribillo plagado de sintetizadores.
En cuanto a las letras, X&Y representa un cambio en cuanto a sus predecesores. En sus previos trabajos, Martin cantaba en primera persona, pero aquí la reemplaza por un «tú». De esta forma, las canciones en el álbum son reflexiones de las «dudas, temores, esperanzas y amores» con letras «serias y vagas».

## Portada
La carátula de X&Y fue diseñada por el dúo Tapin Gofton, formado por Mark Tappin y Simon Gofton. La imagen, compuesta por una combinación de cuadrados y colores, es una representación gráfica del código de Baudot, una antigua forma del telégrafo que usaba unos y ceros para transmitir mensajes. Fue desarrollado por el francés Émile Baudot en la década de 1870 y fue muy usado para la comunicación marina y terrestre.
El alfabeto del código está presentado en las notas del CD y si se lo aplica a la imagen de la portada, se lee «X e Y». La lista de canciones, incluida en el folleto, CD y la parte trasera del álbum, reza «#X» en las pistas 1 a 6 y «#Y» en las canciones 7 a 12, en lugar del sistema de numeración convencional. Esta es una referencia al título del álbum. Muchas páginas en el folleto muestran a la banda grabando y su página final muestra el eslogan «Make Trade Fair» («Haz justo el comercio»), el nombre de la campaña de Oxfam que Martin apoya. Martin luce cintas adhesivas de color azul y rojo en los dedos índice y mayor de su mano izquierda, al lado de su alianza, y dice que lo hace para que todos miren su mano, donde tiene pintado un signo de igual, dos líneas paralelas que son el logo de dicha organización. La banda dedica el álbum a «BWP», sigla que significa Bruce W. Paltrow, el padre de la esposa de Martin, Gwyneth Paltrow, fallecido en 2002. Las carátulas de todos los sencillos presentan sus títulos en este código.

## Lanzamiento y promoción
Originalmente, estaba previsto que el álbum saliera a la venta en 2004, aunque nuevas noticias anunciaron que no se lanzaría hasta 2005; sin embargo y debido a preferencias personales, algunas canciones fueron descartadas y eso contribuyó a que se fijara la fecha de su lanzamiento en enero de 2005. Pese a todo, a principios de ese año, el álbum, cuyo nombre podría haber sido Zero Theory sería puesto a la venta entre marzo y mayo. Hacia los comienzos de abril, la banda había elegido la lista de canciones definitiva. Finalmente se lanzó el 6 de junio de 2005 en el Reino Unido a través de la discográfica Parlophone y el 7 del mismo mes en los Estados Unidos a través de Capitol Records. En algunos países se sacó a la venta con el sistema de protección Copy Control. En 2008 Capitol lanzó una versión remasterizada en dos discos de vinilo como parte de las series de «From the Capitol Vaults».
El álbum contiene doce canciones y una pista oculta adicional, «'Till Kingdom Come». Se la omite en la parte trasera del álbum, pero figura como «+» en el CD y en el folleto. Estaba planeado que el cantante estadounidense Johnny Cash la grabara junto a Martin, pero falleció poco antes de poder hacerlo. La canción «Talk» apareció en la lista de canciones, aunque había sido originalmente pensada para servir como lado B para algún sencillo del álbum después de que apareciera en Internet a comienzos de 2005.
Cerca de tres meses antes del lanzamiento del álbum, Coldplay empezó a tocar varias de sus canciones durante sus conciertos. La banda hizo una pequeña presentación en el programa de la radio KCRW-FM A Sounds Eclectic Evening, en la que tocó cinco canciones de X&Y más algunas de otros álbumes. Para la canción «The Scientist», Martin cantó uno de sus versos hacia atrás, técnica que aprendió filmando el video para ese sencillo.
El álbum tiene cuatro sencillos principales lanzados en forma global: «Speed of Sound», «Fix You» y «Talk» en 2005 y «The Hardest Part» en 2006. Un quinto sencillo, «What If» se lanzó en junio de 2006 en Francia y las regiones de habla francesa de Bélgica y Suiza. En el segundo país, en otros mercados europeos, Japón y Australia se sacó a la venta un CD con el mismo lado B que «The Hardest Part» («How You See the World», una grabación en directo). Este sencillo también presenta la remezcla «Tom Lord-Alge» o una versión diferente a la del álbum de «What If» como lado A. Finalmente, en 2007 fue lanzado en Latinoamérica «White Shadows», coincidiendo con su gira por esta región.

### Detalles de lanzamiento
| País           | Fecha              | Sello discográfico | Formato | Número de catálogo   |
| -------------- | ------------------ | ------------------ | ------- | -------------------- |
| Japón          | 1 de junio de 2005 | Toshiba, EMI       | CD      | TOCP 66370           |
| Taiwán         | 3 de junio de 2005 | Toshiba, EMI       | CD      | 094631128028         |
| Reino Unido    | 6 de junio de 2005 | Parlophone         | 2 LP    | 4747861              |
| Estados Unidos | 7 de junio de 2005 | Capitol            | CD      | CDP 7243 4 74786 2 8 |

## Recepción

### Opinión de la crítica
Las reseñas del álbum fueron en general positivas tras su lanzamiento, particularmente las de medios masivos. Sin embargo, algunos críticos han afirmado que no supera las expectativas impuestas por su predecesor, A Rush of Blood to the Head. Coldplay también recibió críticas por la similitud entre «Speed of Sound» y «Clocks», sencillo perteneciente a este álbum. Otros han notado las similitudes entre el disco y la banda irlandesa U2. Stephen Thomas Erlewine, crítico de Allmusic contraatacó diciendo que «es una buena grabación, fresca, profesional y segura, una [buena] secuela para A Rush of Blood to the Head», que es «impecable» y «un álbum fuerte y completo». Sin embargo, critica las letras de Martin, diciendo que «su solipsismo es un callejón sin salida que reduce la estatura de la banda». Alexis Petridis, en su revisión de marzo de 2005 para el periódico The Guardian, alabó algunas canciones, afirmando que «la mayoría salieron muy bien», aunque criticó las letras, diciendo que «están tan desprovistas de personalidad que no parecen letras de canciones». Pitchfork Media dio un puntaje de 4.9 sobre 10 al álbum, expresando que «[es] suave pero no ofensivo, [digno de ser] escuchado pero no memorable».

### Ventas
X&Y fue un éxito comercial en Europa. El álbum debutó en el primer puesto en las listas británicas, logrando permanecer allí cuatro semanas consecutivas. Hasta el día de la fecha, la British Phonographic Industry le ha otorgado ocho discos de platino. El álbum se ubicó en el noveno puesto en la lista de los 20 álbumes más vendidos en el Reino Unido del siglo XXI, publicada por Music Week.
La prensa estadounidense ha considerado X&Y un gran logro en la historia de Coldplay.
El álbum debutó en el primer puesto en el Billboard 200, llegando a vender 737.000 copias, siendo su primer disco en reunir estas características. Además, sus ventas iniciales superaron las de sus predecesores; Parachutes vendió 6500 copias y A Rush of Blood to the Head, 141.000. Se volvió incluso el segundo álbum más vendido en su primera semana, después del rapero 50 Cent The Massacre (2005), con un millón de ventas. Adicionalmente, se convirtió en el álbum más vendido dentro del género del rock. La Recording Industry Association of America (RIAA) ha otorgado tres veces el Disco de Platino por haber vendido en total tres millones de copias. El álbum ha sido el que más copias vendió en 2005 a nivel mundial, acumulando 11,3 millones de unidades en total.

### Premios
El álbum reportó a la banda varios premios. En 2006, ganó en la categoría de mejor álbum británico en los Brit Awards, y en la categoría de mejor álbum internacional en los premios Juno junto al grupo de hip hop Black Eyed Peas. Además, hizo que Coldplay fuera nominado por tercera vez consecutiva a los premios Mercury. Recibió nominaciones en la categoría de mejor álbum de rock en los premios Grammy, pero perdió ante el álbum de U2 How to Dismantle an Atomic Bomb.

## Lista de canciones
Todas las canciones fueron compuestas por Guy Berryman, Jonny Buckland, Will Champion y Chris Martin, salvo donde se indica lo contrario:
| N.º | Título                                                                | Duración |  |
| 1.  | «Square One»                                                          | 4:47     |  |
| 2.  | «What If»                                                             | 4:57     |  |
| 3.  | «White Shadows»                                                       | 5:28     |  |
| 4.  | «Fix You»                                                             | 4:54     |  |
| 5.  | «Talk» (Berryman, Buckland, Champion, Martin, Hütter, Bartos, Schult) | 5:11     |  |
| 6.  | «X&Y»                                                                 | 4:34     |  |
| 7.  | «Speed of Sound»                                                      | 4:48     |  |
| 8.  | «A Message»                                                           | 4:45     |  |
| 9.  | «Low»                                                                 | 5:32     |  |
| 10. | «The Hardest Part»                                                    | 4:25     |  |
| 11. | «Swallowed in the Sea»                                                | 3:58     |  |
| 12. | «Twisted Logic»                                                       | 5:01     |  |
| 13. | «'Til Kingdom Come» (pista oculta)                                    | 4:10     |  |

| Bonus Tracks |                                                                            |          |  |
| N.º          | Título                                                                     | Duración |  |
| 14.          | «How You See the World» (Sólo disponible en algunos lanzamientos en Japón) | 4:04     |  |

### Tour Edition(DVD)
En coincidencia con su gira en Australia, el sur de Asia y Latinoamérica, se relanzó el álbum bajo el título Tour Edition. Esta versión incluye todos los lados B y videos del disco en formato DVD:
| Audio Only Section |                                        |          |  |
| N.º                | Título                                 | Duración |  |
| 1.                 | «Things I Don't Understand»            | 4:56     |  |
| 2.                 | «Proof»                                | 4:11     |  |
| 3.                 | «The World Turned Upside Down»         | 4:33     |  |
| 4.                 | «Pour Me» (Live at the Hollywood Bowl) | 5:01     |  |
| 5.                 | «Sleeping Sun»                         | 3:09     |  |
| 6.                 | «Gravity»                              | 6:12     |  |

| Audiovisual Section |                            |          |  |
| N.º                 | Título                     | Duración |  |
| 1.                  | «Speed of Sound (video)»   |          |  |
| 2.                  | «Fix You (video)»          |          |  |
| 3.                  | «Talk (video)»             |          |  |
| 4.                  | «The Hardest Part (video)» |          |  |

### Tour Edition(CD)
Adicionalmente, un curioso Japan Tour Special Edition (n.º Cat. TOCP-66523) se lanzó en 2006. Esta es la única edición que incluye un CD extra (n.º Cat. NCD-3013) y su lista de canciones es exactamente la misma que se describe arriba.

## Posiciones en las listas y ventas
| Lista                     | Posición más alta |
| ------------------------- | ----------------- |
| Argentina                 | 1                 |
| Australia                 | 1                 |
| Austria                   | 1                 |
| Bélgica                   | 1                 |
| Canadá                    | 1                 |
| República Checa           | 4                 |
| Dinamarca                 | 1                 |
| Países Bajos              | 1                 |
| European Top Albums Chart | 1                 |
| Finlandia                 | 1                 |
| Alemania                  | 1                 |
| Hungría                   | 13                |
| Irlanda                   | 1                 |
| Japón                     | 6                 |
| México                    | 3                 |
| España                    | 2                 |
| Suecia                    | 1                 |
| Suiza                     | 1                 |
| UK Albums Chart           | 1                 |
| Billboard 200             | 1                 |

| País           | Certificación | Ventas    |
| -------------- | ------------- | --------- |
| Argentina      | 3x platino    | 120 000   |
| Australia      | 4x platino    | 280 000   |
| Austria        | Platino       | 30 000    |
| Bélgica        | 2x platino    | 100 000   |
| Canadá         | 5x platino    | 500 000   |
| Dinamarca      | Platino       | 30 000    |
| Europa         | 5x platino    | 5 000     |
| Finlandia      | Platino       | 35 000    |
| Francia        | 2x platino    | 200 000   |
| Grecia         | Platino       | 15 000    |
| Irlanda        | 8x platino    | 120 000   |
| Japón          | Oro           | 180 000   |
| México         | Platino       | 100 000   |
| Países Bajos   | Platino       | 80 000    |
| Nueva Zelanda  | 2x platino    | 30 000    |
| España         | 2x platino    | 200 000   |
| Suiza          | 2x platino    | 80 000    |
| Reino Unido    | 8x platino    | 2 400 000 |
| Estados Unidos | 3x platino    | 3 000     |